# Gyárfás Endre (író)
Gyárfás Endre (Szeged, 1936. május 6. –) József Attila-díjas (2004) magyar író, költő, tanár.

## Életpályája
Gyárfás (Grünberger) Zoltán ügyvéd, magántisztviselő és Kálmán (Klein) Erzsébet fia. Technikumi érettségi után 1954–1956 között Csepelen motorszerelőként dolgozott. Egyetemi tanulmányait az ELTE Bölcsészettudományi Kar magyar–angol szakán végezte 1956–1961 között. 1960–1963 között az Európa Könyvkiadó, 1963–1966 között a Magyar Televízió szerkesztőjeként tevékenykedett. 1966–1967 között gimnáziumban tanított. 1967–1968 között a Nemzetközi Előkészítő Intézetben csoportvezetői beosztást kapott. 1969–1981 között a Csepel Művek kulturális tanácsadójaként működött. 1981 óta írásaiból él. 2006-ban Írországban volt ösztöndíjas.
Számos ifjúsági mű, tv-játék, hangjáték szerzője és műfordító.

## Magánélete
1963-ban feleségül vette Kincses Editet. Egy fiuk született; Péter (1969).

## Művei
- "Emberségről példát ...". Regény; B. M. Határőrség, Bp., 1963 (Határőrök kiskönyvtára)
- Partközelben; Magvető, Bp., 1964 (Új termés)
- Baranyi Ferenc–Gyárfás Endre: Piros karikák. Versek; Határőrség, Bp., 1968
- Pazarló skótok; Táncsics, Bp., 1970 (Útikalandok)
- Nyugtalan egriek. Regény; Gondolat, Bp., 1971
- Spanyolföldön – húsvétkor; Tankönyvkiadó, Bp., 1974 (Útikalandok)
- Gyárfás Endre–Kecskés András: Avatástól ballagásig; Zeneműkiadó, Bp., 1977
- Apáczai; Gondolat, Bp., 1978
- Tengertánc és tulipán; Kossuth, Bp., 1981 (Ország-világ)
- Varázslások; ILK, Bp., 1984
- Tücsökkaland; Móra, Bp., 1985 (Óvodások könyvespolca)
- Görög tüzek; Gondolat, Bp., 1985 (Világjárók)
- Gyermeknap az állatkertben; Ifjúsági, Bp., 1986
- Ábécéskert; Kossuth–MNOT, Bp., 1986
- Anthony Lupatelli: Sportoló állatvilág; vers Gyárfás Endre; ILK, Bp., 1987
- Hosszú útnak pora (regény, 1988)
- Pálfalvi Dorottya: Állatkerti mulatságok; vers Gyárfás Endre; MTV–Kossuth Ny., Bp., 1988
- Zsuzsanna kertje; Kossuth, Bp., 1989
- Dörmögőék kalandjai, 1-22.; ill. Radvány Zsuzsa; RTV Belkereskedelmi Igazgatóság–Kossuth Ny., Bp., 1988–1990
  - 1. A vásározók; 1988
  - 2. A labdaművészek; 1988
  - 3. Dinnyeverseny; 1988
  - 4. A madárboltosok; 1989
  - 5. Cirkusz a kertben; 1989
  - 6. Az ajándékozók; 1989
  - 7. A vendéglátók; 1989
  - 8. A madárijesztő; 1989
  - 9. Az ezermesterkedők; 1989
  - 10. A homokvár; 1989
  - 11. A cukrászkodók; 1989
  - 12. A gyűjtögetők; 1989
  - 13. A farsangolók; 1990
  - 14. A tojásfestők; 1990
  - 15. A bevásárlók; 1990
  - 16. A hirdetők; 1990
  - 17. A vendégfogadók; 1990
  - 18. A zenebonálók; 1990
  - 19. Az arcképfestők; 1990
  - 20. Az ?akadályelhárítók; 1990
  - 21. A versengők; 1990
  - 22. A fazekaskodók; 1990
- Zöldág-parittya. Versek; Tipo-kolor, Bp., 1990
- A varázsgombóc; Gondolat, Bp., 1991
- Őserdei táncmulatság; Gondolat, Bp., 1991
- Cowboyok, aranyásók, csavargók. Észak-amerikai népköltészet; vál., ford. Gyárfás Endre; Zrínyi–Tevan, Bp.–Békéscsaba, 1992
- Cirmoskalandok; General Press, Bp., 1992
- Vidám állatóvoda; Program, Bp., 1993
- Játékábécé. Versek, mondókák. Szabadtéri, mozgásra serkentő játékokhoz, óvodai, iskolai foglalkozásokhoz, az ábécé gyakorlásához; Ciceró, Bp., 1993
- Mikulás az állatkertben; Vasvármegye Lapkiadó Kft., Szombathely, 1993
- Szőlőhegyi varázslat. Regény; Cserépfalvi, Bp., 1995
- Gyárfás Endre–Faludi Beatrix: Hurrá utazunk!; Falukönyv–Ciceró, Bp., 1996
- Állatábécé. Gyermekversek óvodásoknak, kisiskolásoknak; Ciceró, Bp., 1996
- Világjáró dalok. Daloskönyv; ford. Gyárfás Endre; Windsor, Bp., 1996
- Dörmögőék Vidám Parkja és csodajátéka. Verses mesék; Ciceró, Bp., 1997 (Verses mesék – meseregények)
- Iskolások műsoroskönyve; összeáll. Gyárfásné Kincses Edit, Gyárfás Endre; Korona Nova, Bp., 1997
- Dörmögőék legújabb kalandjai. Verses mesék; Passage, Bp., 1998
- Maciék cirkusza; Falukönyv–Ciceró, Bp., 1998
- Maciék uzsonnája; Falukönyv–Ciceró, Bp., 1998
- Gyereknap maciéknál; Falukönyv–Ciceró, Bp., 1998
- Szülinap maciéknál; Falukönyv–Ciceró, Bp., 1998
- Mi leszel, Dorka?; Ciceró, Bp., 1999
- Mi leszel, Gyurka?; Ciceró, Bp., 1999
- Iskolások második műsoroskönyve; összeáll. Gyárfásné Kincses Edit, Gyárfás Endre; Krónika Nova, Bp., 1999
- Erdőtanítvány. Válogatott versek; Halász, Pécs, 2000
- Márkus mester ezermester; General Press, Bp., 2000
- Gulliver utolsó utazása. Szatírák, humoreszkek és egy kisregény; PolgART–Tipográfia Múzeum Alapítvány, Bp., 2001
- Dörmögőék nagy mézeskönyve; Alexandra, Pécs, 2002
- Édes Öcsém! Mikes nénjének levelei. Levélregény; K. u. K., Bp., 2002
- Cimborák; Ciceró, Bp., 2002 (Babakönyv)
- Hófehérke. A Grimm testvérek történetét versben elmeséli Gyárfás Endre; Lucullus, Bp., 2003
- Alsóörsi mondák és mesék; Önkormányzat, Alsóörs, 2004
- Magyar Lochness. Regény; Alexandra, Pécs, 2004
- Karácsonyi lapozó; Ciceró, Bp., 2004 (Babakönyv)
- A félénk lepke (2007)
- A szorgos méhecske (2007)
- Gyárfás Endre–Kecskés András: Avatástól ballagásig. Diákdalok, diákszokások; átdolg. kiad.; Holnap, Bp., 2007
- Dörmögőék kalandjai; Verses mesék; Ciceró, Bp., 2007
- Történelmi kalandok a magyarság múltjában. Az államalapítástól a török hódoltságig; Napraforgó, Bp., 2008
- Bakfark, Európa lantosa. Regény; Rózsavölgyi, Bp., 2008
- Zöldségcirkusz. Verses lapozó; Medicina, Bp., 2009 (Lurkó könyvek)
- Bociék nyomoznak; Medicina, Bp., 2009 (Lurkó könyvek)
- Európa szőttese. Válogatott versek; Hungarovox, Bp., 2010
- Víziló a Vidámparkban; Medicina, Bp., 2010
- Történelmi kalandok a magyarság múltjában. Az államalapítástól a török hódoltságig. 96 darabos kirakóval; Gyárfás Endre elbeszélései nyomán; Napraforgó, Bp., 2011
- Boldog születésnapot! (2012)
- Terüljasztalkám. Óvodások, kisiskolások versei újévtől szilveszterig; Móra, Bp., 2012
- Mátyásföld, alkonyuló éden. Regény; Múlt és Jövő, Bp., 2013 (Holokauszt-életek)
- Noé meg a bárkája. Regény; K.u.K., Bp., 2015
- Kívánságtarisznya. Mit kérnek pártfogóiktól az állatok? Gyerekversek; Móra, Bp., 2015
  - Történelmi kalandok a magyarság múltjában 2. – A felvilágosodástól a dualizmus koráig (elbeszélések, 2015)
- Noé meg a bárkája (regény, 2015)
- Alsóörs, szeretünk...; Önkormányzat, Alsóörs, 2016
- A dzsungel újabb könyve. Felnőttmese; Hungarovox, Bp., 2017
- Halló, itt Puskás! Puskás Tivadar kalandos élete; Móra, Bp., 2017
- Túlélők dekameronja. Regény; Hungarovox, Bp., 2019
- Ifjúságom, e zöld vadon; Múlt és Jövő, Bp., 2020 (Holokauszt-életek)
- Zöldág-zuhatag. Válogatott versek; Gondolat, Budapest, 2020
- Történelmi kalandok a magyarság múltjában III. A 19. századtól napjainkig; Napraforgó, Budapest, 2020
- Alsóörsi ABC; Önkormányzat, Alsóörs, 2022
- Világra tárt ablak. Versfordítások; Hungarovox, Budapest, 2023

## Színházi művei
A Színházi Adattárban regisztrált bemutatóinak száma: 10.
- Kiszera méra bávatag (1969)
- Cseppek (1975)
- Márkus mester ezermester (1983)
- Dörmögőék vidámparkja (1984)
- Dörmögőék csodajátéka (1989–1990)
- Márkus mester visszatér (1990)
- Dörmögőék űrvendége (1995, 2004)
- Aelita (2003)

## Filmjei
| - Ifjú szívvel (1953) - Rákóczi hadnagya (1953) - Én és a nagyapám (1954) - Az eltüsszentett birodalom (1956) - Két vallomás (1957) - Csigalépcső (1958) | - Cseppek (1971) - Uraim, beszéljenek! (1974) - Mozgófénykép (1977) - Családi kör (1981) - A Hétpettyes Lovag (1981) - Apród voltam Mátyás udvarában (1981) - Fürkész történetei (1983) - Dörmögőék kalandjai (1987) - Dörmögőék legújabb kalandjai (1990–1991) |

## Rádiójátékok
| - A kiskakas gyémánt krajcára (1963) - Hervad már ligetünk… (1965) - Az Altamira-ügy (1974) - Áldozat Trójáért (1975) - Hungarobálna (1975) - Az Osszián rejtély (1975) - Don Juan dédunokája (1975–1976) - Kéknyakkendős honfoglalók (1976) - A rögösebbik út (1976) - Ábris vagy Ibrahim (1977, 2004) - Czabán tanító úr (1978) - Ifjúság, mint sólyommadár (1978) - Az indiánok királya (1982) - Történelmi kalandok - Zotmund, a búvár (1985) | - Zotmund, a búvár (1985–1986) - Nagy Lajos udvarában (1985–1986) - Két pogány közt (1986) - Mátyás király könyvei (1986) - Történelmi kalandok - A tűz csiholója (1987) - Történelmi kalandok - Fényhozók és árulók (1987) - Történelmi kalandok - Két pogány közt (1987) - Egy maffiavezér folyamodványa (1989) - A holló árnyéka (1989) - A varázsgombóc (1991, 1997) - Cseppek (1993) - A dzsungel újabb könyve (1994) - A szegény ördög tragédiája (1996, 2001) - Feleségek felesége (1999, 2001) |

## Díjai
- Egriek A Városért-díj (1975)
- A Gyermekekért Érdemérem (1986)
- Fullbright-ösztöndíj (1988)
- József Attila-díj (2004)
- Bertha Bulcsu-emlékdíj (2007)
- Quasimodo költői verseny elismerő oklevele (2009)